# 33. ceremonia wręczenia Cezarów
33. ceremonia wręczenia francuskich nagród filmowych Cezarów za rok 2007, odbyła się 22 lutego 2008 roku. Dnia 25 stycznia tego samego roku ogłoszone zostały nominacje do nagród.

## Laureaci i nominowani
Laureaci nagród wyróżnieni są wytłuszczeniem

### Najlepszy film
- Tajemnica ziarna
  - Niczego nie żałuję – Edith Piaf
  - Persepolis
  - Motyl i skafander
  - Tajemnica

### Najlepszy reżyser
- Abdel Kechiche − Tajemnica ziarna
  - Olivier Dahan − Niczego nie żałuję – Edith Piaf
  - Claude Miller − Tajemnica
  - André Téchiné − Świadkowie
  - Julian Schnabel − Motyl i skafander

### Najlepsza aktorka
- Marion Cotillard − Niczego nie żałuję – Edith Piaf
  - Isabelle Carré − Anna M.
  - Cécile de France − Tajemnica
  - Marina Foïs − Darling
  - Catherine Frot − Odette Toulemonde

### Najlepszy aktor
- Mathieu Amalric − Motyl i skafander
  - Michel Blanc − Świadkowie
  - Jean-Pierre Darroussin − Rozmowy z moim ogrodnikiem
  - Vincent Lindon − Ci, którzy zostaną
  - Jean-Pierre Marielle − Przetańczyć życie

### Najlepsza aktorka drugoplanowa
- Julie Depardieu − Tajemnica
  - Noémie Lvovsky − Aktorki
  - Bulle Ogier − Przetańczyć życie
  - Ludivine Sagnier − Tajemnica
  - Sylvie Testud − Niczego nie żałuję – Edith Piaf

### Najlepszy aktor drugoplanowy
- Sami Bouajila − Świadkowie
  - Fabrice Luchini − Zakochany Molier
  - Laurent Stocker − Po prostu razem
  - Michael Lonsdale − La Question humaine
  - Pascal Greggory − Niczego nie żałuję – Edith Piaf

### Nadzieja kina (aktorka)
- Hafsia Herzi − Tajemnica ziarna
  - Louise Blachere − Lilie wodne
  - Adèle Haenel − Lilie wodne
  - Clotilde Hesme − Piosenki o miłości
  - Audrey Dana − Czytadło

### Nadzieja kina (aktor)
- Laurent Stocker − Po prostu razem
  - Nicolas Cazalé − Syn sklepikarza
  - Grégoire Leprince-Ringuet − Piosenki o miłości
  - Johan Libéreau − Świadkowie
  - Jocelyn Quivrin − 99 franków

### Najlepszy scenariusz adaptowany
- Persepolis – Marjane Satrapi i Vincent Paronnaud
  - Po prostu razem – Claude Berri
  - Darling – Christine Carrière
  - Tajemnica – Claude Miller i Nathalie Carter
  - Motyl i skafander – Ronald Harwood

### Najlepszy scenariusz oryginalny
- Tajemnica ziarna – Abdel Kechiche
  - Niczego nie żałuję – Edith Piaf – Olivier Dahan
  - Dwa dni w Paryżu – Julie Delpy
  - Ci, którzy zostaną – Anne le Ny
  - Zakochany Molier – Laurent Tirard i Grégoire Vigneron

### Najlepszy debiut
- Persepolis – Marjane Satrapi i Vincent Paronnaud
  - Ci, którzy zostaną – Anne Le Ny
  - Z kim do łóżka? – Lola Doillon
  - Lilie wodne – Céline Sciamma
  - Tout est pardonné – Mia Hansen-Løve

### Najlepszy film zagraniczny
- Niemcy – Życie na podsłuchu
  -  Rumunia – 4 miesiące, 3 tygodnie i 2 dni
  -  Turcja – Na krawędzi nieba
  -  Stany Zjednoczone – Królowie nocy
  -  Wielka Brytania – Wschodnie obietnice

### Najlepsza muzyka
- Piosenki o miłości – Alex Beaupain
  - Persepolis – Olivier Bernet
  - Wewnętrzny wróg – Alexandre Desplat
  - Tajemnica – Zbigniew Preisner
  - Przetańczyć życie – Archie Shepp

### Najlepsze zdjęcia
- Niczego nie żałuję – Edith Piaf – Tetsuo Nagata
  - Decydujący skok – Yves Angelo
  - Tajemnica – Gérard de Battista
  - Wewnętrzny wróg – Giovanni Fiore Coltellacci
  - Motyl i skafander – Janusz Kamiński

### Najlepszy montaż
- Motyl i skafander – Juliette Welfling
  - Tajemnica ziarna – Ghalya Lacroix i Camille Toubkis
  - Tajemnica – Véronique Lange
  - Niczego nie żałuję – Edith Piaf – Richard Marizy i Yves Beloniak
  - Persepolis – Stéphane Roche

### Najlepsze kostiumy
- Niczego nie żałuję – Edith Piaf – Marit Allen
  - Tajemnica – Jacqueline Bouchard
  - Decydujący skok – Corinne Jorry
  - Zakochany Molier – Pierre-Jean Larroque
  - Męstwo i honor – Jean-Daniel Vuillermoz

### Najlepsza scenografia
- Niczego nie żałuję – Edith Piaf – Olivier Raoux
  - Zakochany Molier – Françoise Dupertuis
  - Decydujący skok – Thierry Flamand
  - Tajemnica – Jean-Pierre Kohut Svelko
  - Męstwo i honor – Christian Marti

### Najlepszy dźwięk
- Niczego nie żałuję – Edith Piaf – Laurent Zeilig, Pascal Villard i Jean-Paul Hurier
  - Wewnętrzny wróg – Antoine Deflandre, Germain Boulay i Eric Tisserand
  - Piosenki i miłości – Guillaume Le Braz, Valérie Deloof, Agnès Ravez i Thierry Delor
  - Persepolis – Thierry Lebon, Eric Chevallier i Samy Bardet
  - Motyl i skafander – Jean-Paul Mugel, Francis Wargnier i Dominique Gaborieau

### Najlepszy film dokumentalny
- Adwokat terroru – Barbet Schroeder
  - Pierwszy krzyk – Gilles de Maistre
  - Powrót do Normandii – Nicolas Philibert
  - Zakochane zwierzęta – Laurent Charbonnier
  - Les Lip, l'imagination au pouvoir – Christian Rouaud

### Najlepszy film krótkometrażowy
- Mozart wśród kieszonkowców – Philippe Pollet-Villard
  - Ousmane – Dyana Gaye
  - Premier Voyage – Grégoire Sivan
  - La Promenade – Marina de Van
  - Rachel réalisé – Frédéric Mermoud

### Honorowy Cezar
- Jeanne Moreau (aktorka)